# Estrófades
As Estrófades (em grego:  Στροφάδια ), também designadas Stamfani ou Strivali, são um arquipélago da Grécia, situado no Mar Jónico. Pertencem às ilhas Jónicas. Ficam a 44 km a sudeste da ilha de Zante e a 50 km da península do Peloponeso. Administrativamente fazem parte do município da mesma ilha.
A norte está a ilha mais pequena chamada Arpyia (Άρπυια, 0,176 km²) e a sul Stamfani (Σταμφάνη, 1,18 km²) ou Megalo Strofadi (Μεγάλο Στροφάδι). A ilha maior, Stamfani, é habitada por uma só pessoa, um monge que vive no único edifício na ilha, um impressionante mosteiro. As duas ilhas, muito rochosas, não têm muita vegetação. O ponto mais alto está a 20 metros sobre o nível do mar. Não há praias de areia nas ilhas. As ilhas são conhecidas em toda a Grécia pela sua beleza natural. São propriedade da Igreja Ortodoxa Grega, que proibiu a caça. Há grande presença de aves, entre as quais a cagarra (Calonectris diomedea) e Passeriformes migratórias. Também há uma grande migração na primavera de Streptopelia turtur.

## História e natureza

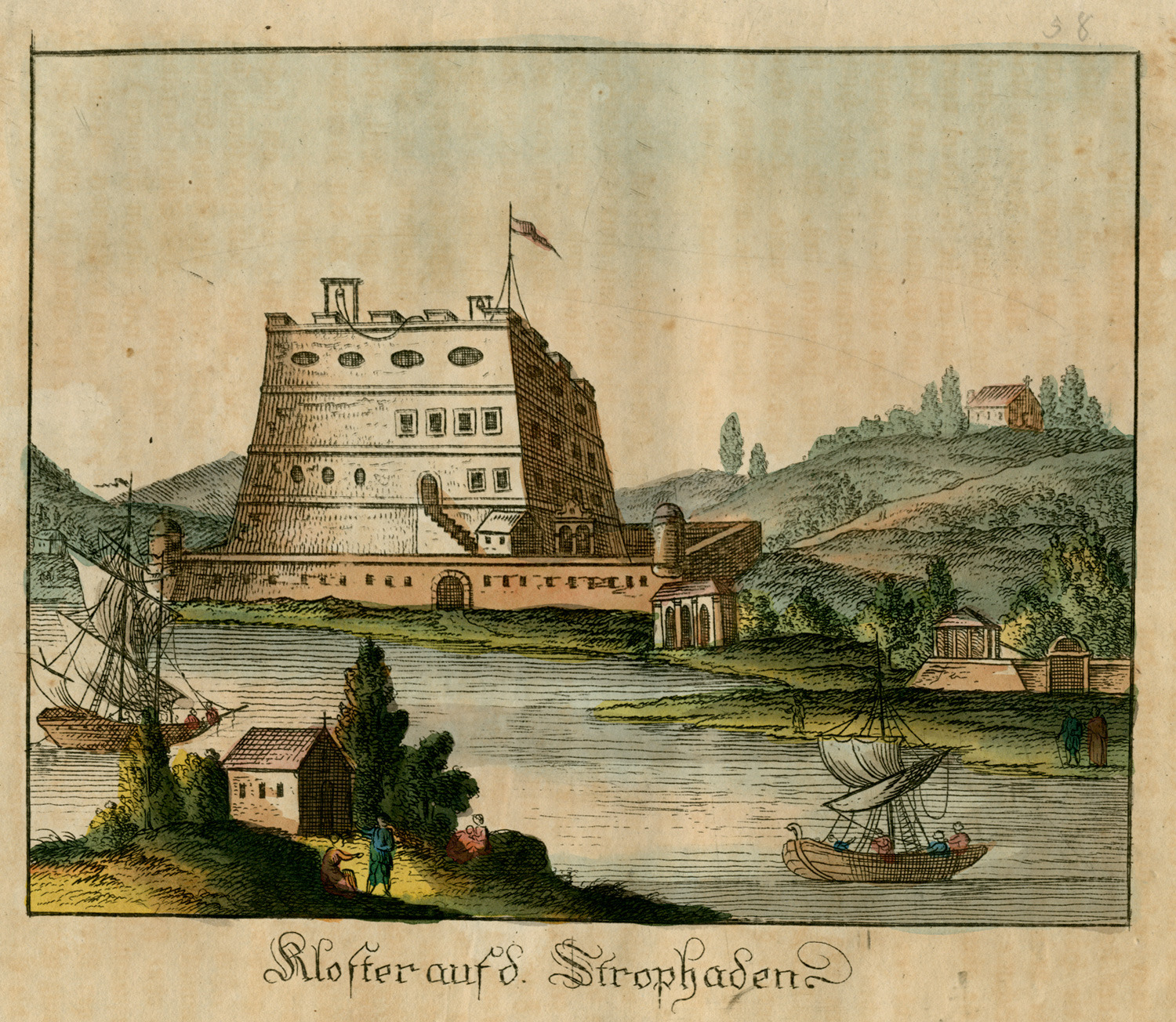
Monasterio de San Salvador en Stamfani

As ilhas foram habitadas durante muitos anos por monges, que apreciavam a fertilidade, cultivando citrinos de todo o tipo. O Mosteiro de São Salvador foi construído no século XIII e ainda se pode ver. Devido a serem local popular no caminho de África para mais de 1200 espécies de aves, está previsto pelo governo grego estabelecer uma reserva natural marinha no arquipélago.
As ilhas integram o Parque Nacional Marinho de Zacinto e durante o período de proteção não se podem visitar. A vigilância é feita pela administração dos parques nacionais e Guarda Costeira.

## As Estrófades na cultura
As ilhas Estrófades identificavam-se com o lugar onde habitavam as harpias. Virgílio diz na Eneida que as harpias guiaram os troianos a partir das Estrófades. Também são mencionadas no Canto 13, versos 10 a 12 do Inferno da Divina Comédia e aparecem no capítulo 10 do quinto livro de Gargantua e Pantagruel de Rabelais.

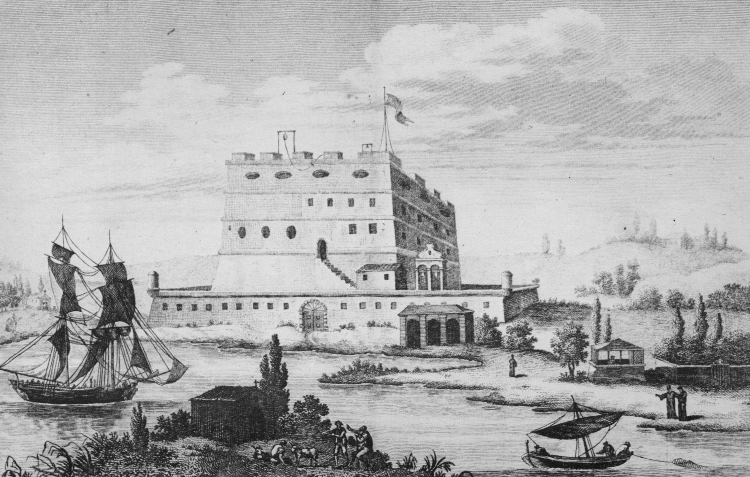
Mosteiro de São Salvador de Stamfani numa gravação em cobre de André Grasset de Saint-Sauveur, século XVIII

Segundo a lenda, o nome das ilhas, que significa "ilhas do retorno", refere-se a Zetes e Calais, filhos de Bóreas, que viajaram com os Argonautas. Zetes e Calais resgataram Fineu das harpias e empreenderam a perseguição aos monstros, mas não as mataram a pedido da deusa do arco-íris, Íris, que lhes prometeu que não voltariam a incomodar Fineu. As harpias foram confinadas às Estrófades por Iris pois queriam voltar a perseguir os jovens.